# Kōta (Aichi)
Kōta (jap. 幸田町 Kōta-chō) ist eine Gemeinde im Landkreis Nukata der Präfektur Aichi. Kōta befindet sich südlich von Okazaki. Der Ort ist hauptsächlich geprägt von flachen Feldern und Wohngebieten. Am östlichen und westlichen Rand des Stadtgebietes gibt es einige Hügellandschaften.

## Wirtschaft
Industriell tun sich vor allem die zwei großen Fabriken von Sony (Digitalkameras) und Denso (Automobilzulieferer) hervor.

## Verkehrsverbindungen
Erreichbar ist Kōta am besten via JR Tōkaidō-Hauptlinie.

## Angrenzende Städte und Gemeinden
- Okazaki
- Nishio
- Gamagori
- Hazu

## Söhne und Töchter der Stadt
- Fumio Kawaguchi (* 1940), Manager